# Azodicarboxylate de diéthyle

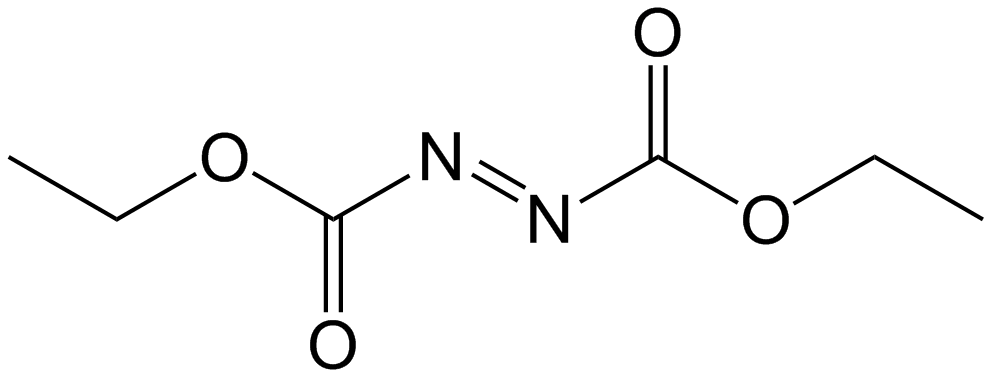
Azodicarboxylate de diéthyle.

L'azodicarboxylate de diéthyle est une molécule organique qui est souvent utilisée dans le cadre d'une réaction de Mitsunobu.
Sa formule chimique est C6H10N2O4